# Magyaratád
Magyaratád község Somogy vármegyében, a Kaposvári járásban.

## Fekvése
Kaposvártól északkeletre, Toponár városrész és Ráksi között fekszik, a Kaposvár-Szántód közti 6505-ös út mentén. Központjában ágazik ki az előbbi útból a 65 113-as út dél felé, a zsákfalunak tekinthető Patalom központjába.

## Története
Magyaratád Árpád-kori település. Nevét 1284-ben már említették az oklevelek, mint a királyné hírnökeinek faluját. 1284-ben IV. László magyar király a falut Főnévi Lukácsnak adományozta, de Lukács testvérei, Kozma és Benedek, 1309-ben eladták a pécsi káptalannak. Később, 1377-ben Zámbó Miklós mester óbudai várnagynak a fia vette meg. Neve 1332-1337 között szerepelt a pápai tizedjegyzékben is. Ekkor már plébániája is volt. 1399-ben pedig Mindenszentek tiszteletére szentelt templomát is említették. 1401-ben két hasonló nevű helységet is említenek az oklevelek; az egyik az 1415 és 1487 években az Atádi család birtoka volt. 1421-ben a nyúlszigeti apácák kapták. 1481-ben Atádi Kéri Mátyás is igényt tartott az egyik részéhez. 1502-ben Várdali Pál és nővére, Kithányi László özvegye, bírták, akiknek a kérésére II. Ulászló magyar király a sümegi konventtel új határjárást tartatott, ekkor Ispazi Ambrus, a nyúlszigeti apácák nevében, az Igal helység felőli határokra nézve ellentmondott. 1550-ben Derecskey Pál birtoka volt. 1580-ban pedig a török adószedők 10 házát írták össze. A török hódoltság alatt elpusztult és csak 1724-ben települt be újra. Az 1724 június 14-én kiállított alapítólevél, melyet Bakacs Benedek, a földesúr fia állított ki, még a 20. század elején is a község birtokában volt. 1726-ban özvegy báró Szentgyörgyvölgyi Bakacs Lukácsné Csoknay Éva, 1733-ban báró Bakacs Benedek, 1767-ben Bakacs Benedek örökösei és Zobothin László voltak a földesurai. A településen levő régi kúriát a Bakacs család építtette. 1856-ban a báró Sina család, a 20. század elején pedig Jeszenszky Ferencné, szül. Kántorjánosi Mándy Thyrának és Kacskovics Lajos alispánnak volt itt nagyobb birtoka. 
A 20. század elején Somogy vármegye Igali járásához tartozott.
1910-ben 909 lakosából 904 magyar, 4 német volt. Ebből 373 római katolikus, 503 református, 19 evangélikus volt.
A községhez tartozott Tátompuszta is.

### Tátompuszta

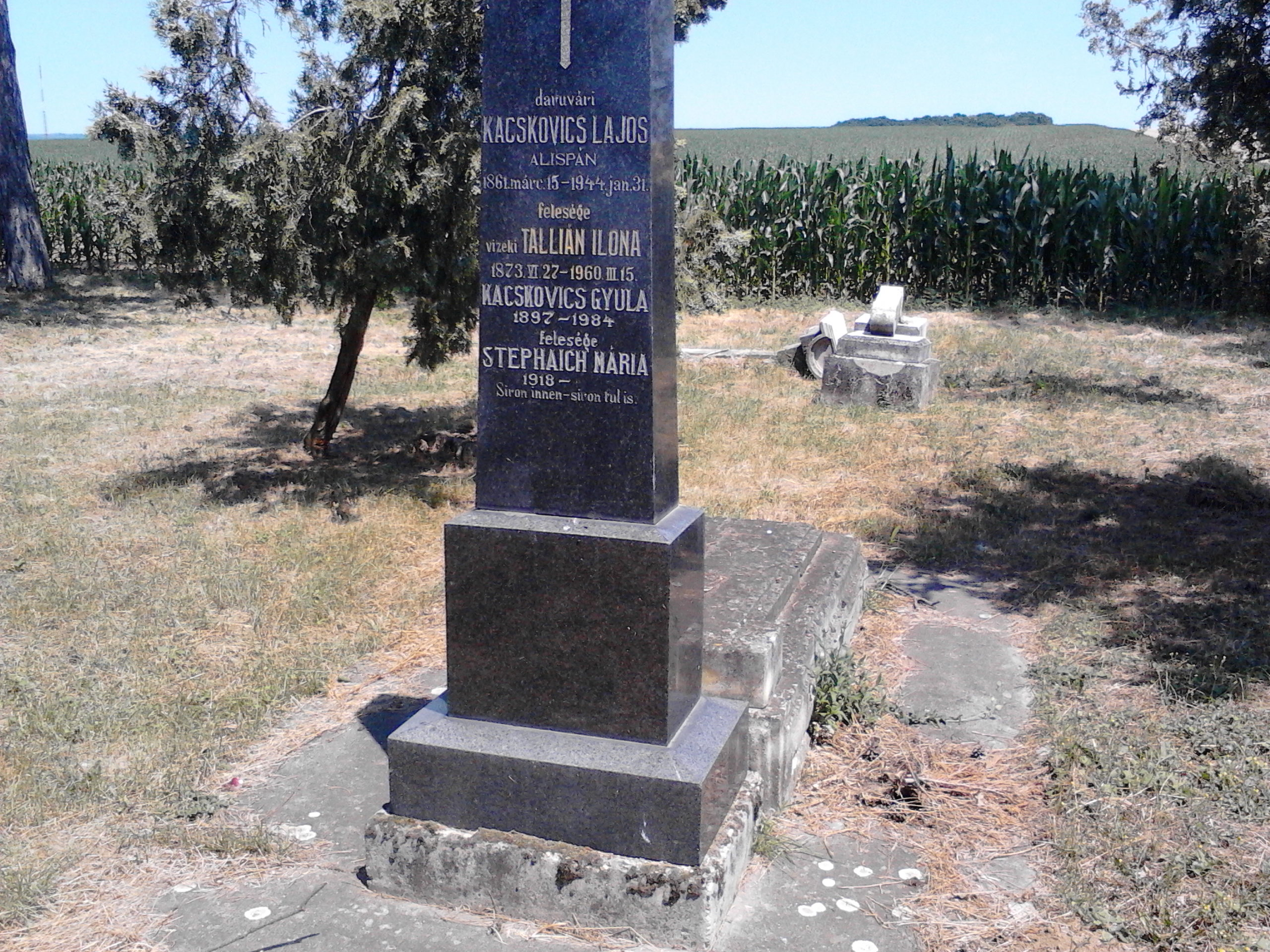
Kacskovics Lajos és családja síremléke a tátompusztai kúriától nem messze fekvő minimetőben

Tátompuszta a középkorban falu volt. Nevét 1275-ben említette először oklevél Thathum néven. Ekkor a zseliczszentjakabi benedekrendi apátság népei lakták. 1388–1405 között a Zichy család, 1417-ben pedig a zseliczszentjakabi apátság és a nyúlszigeti apáczák birtoka volt, 1426–1452 között pedig csak az apátságé. Az 1726 évi összeírásban Tátony néven telő. Ekkor özvegy Bakacs Lukácsné, szül. Csoknay Éva volt a birtokosa, majd a gróf Batthyány, később a Tallián, utóbb a Bosnyák családé lett; kitől a báró Sina, ettől pedig Ypsylanti herceg vette meg, a 20. század elején pedig Kacskovics Lajos alispán volt a birtokosa.

## Közélete

### Polgármesterei
- 1990–1994: Baán János (független)[3]
- 1994–1996: Baán János (független)[4]
- 1997–1998: Takács János (független)[5]
- 1998–2002: Takács János (független)[6]
- 2002–2006: Takács János (független)[7]
- 2006–2010: Takács János (független)[8]
- 2010–2014: Törzsök Róbert (független)[9]
- 2014–2019: Törzsök Róbert Zoltán (független)[10]
- 2019–2024: Takács János (független)[11]
- 2024– : Kellerné Toldi Andrea (független)[1]

A településen 1997. február 23-án időközi polgármester-választást kellett tartani, mert a korábbi faluvezető 1996. november 4-én, 55 évesen elhunyt. A posztért öt független jelölt indult, akik közül az addigi alpolgármester nyerte el a legtöbb szavazatot.

## Népesség
A település népességének változása:
| Lakosok száma | 824  | 799  | 786  | 725  | 760  | 735  | 729  |
|               | 2013 | 2014 | 2015 | 2021 | 2022 | 2023 | 2024 |

A 2011-es népszámlálás során a lakosok 80,9%-a magyarnak, 1,4% cigánynak, 1,1% németnek, 0,2% románnak mondta magát (18,7% nem nyilatkozott; a kettős identitások miatt a végösszeg nagyobb lehet 100%-nál). A vallási megoszlás a következő volt: római katolikus 39,9%, református 11,4%, evangélikus 0,8%, felekezet nélküli 16,7% (30,2% nem nyilatkozott).
2022-ben a lakosság 89,2%-a vallotta magát magyarnak, 1,8% németnek, 0,4% cigánynak, 0,1-0,1% örménynek, bolgárnak és ruszinnak, 2% egyéb, nem hazai nemzetiségűnek (9,6% nem nyilatkozott; a kettős identitások miatt a végösszeg nagyobb lehet 100%-nál). Vallásuk szerint 30,4% volt római katolikus, 9,5% református, 0,8% evangélikus, 0,3% görög katolikus, 0,1% ortodox, 0,4% egyéb keresztény, 1,8% egyéb katolikus, 19,2% felekezeten kívüli (37,5% nem válaszolt).

## Nevezetességek
- Római katolikus temploma - a 19. század közepén épült.
- Református temploma - 1845-ben épült.

## Kapcsolódó szócikk
- Rácegrespuszta